# Division 1 2011-2012 (pallamano maschile)
La Division 1 2011-2012 è stata la 60ª edizione del massimo campionato francese di pallamano maschile.

Esso è stato organizzato dalla Fédération française de handball, la federazione francese di pallamano.

La stagione è iniziata l'8 settembre 2011 e si è conclusa il 30 maggio 2012.

Il torneo è stato vinto dal Montpellier Handball per la 14ª volta nella sua storia.

A retrocedere in Division 2 sono stati l'Istres Ouest Provence Handball e l'USAM Nîmes.

## Formula
Il torneo fu disputato con la formula del girone unico all'italiana con partite di andata e ritorno.

Al termine della stagione la prima squadra classificata fu proclamata campione di Francia mentre le ultime due classificate furono retrocesse in Division 2, la seconda serie del campionato.

## Classifica finale
|                    | Pos. | Squadra             | Pt | G  | V  | N | P  | GF  | GS  | DR   | Note                                                             |
| ------------------ | ---- | ------------------- | -- | -- | -- | - | -- | --- | --- | ---- | ---------------------------------------------------------------- |
| Francia (bandiera) | 1.   | Montpellier         | 47 | 26 | 23 | 1 | 2  | 887 | 712 | +175 | Qualificato alla fase a gironi della Champions League 2012-2013. |
|                    | 2.   | Chambéry            | 39 | 26 | 19 | 1 | 6  | 728 | 656 | +72  | Qualificato alla fase a gironi della Champions League 2012-2013. |
|                    | 3.   | Saint-Raphaël       | 36 | 26 | 18 | 0 | 8  | 742 | 718 | +24  | Qualificato alla EHF Cup 2012-2013.                              |
|                    | 4.   | Nantes              | 31 | 26 | 12 | 7 | 7  | 729 | 717 | +12  | Qualificato alla EHF Cup 2012-2013.                              |
|                    | 5.   | Dunkerque           | 31 | 26 | 15 | 1 | 10 | 713 | 665 | +48  |                                                                  |
|                    | 6.   | Fenix Toulouse      | 24 | 26 | 11 | 2 | 13 | 718 | 730 | -12  |                                                                  |
|                    | 7.   | Sélestat            | 22 | 26 | 10 | 2 | 14 | 732 | 761 | -29  |                                                                  |
|                    | 8.   | U.S. Créteil        | 21 | 26 | 10 | 1 | 15 | 688 | 748 | -60  |                                                                  |
|                    | 9.   | Ivry                | 20 | 26 | 8  | 4 | 14 | 649 | 682 | -33  |                                                                  |
|                    | 10.  | Cesson-Rennes       | 20 | 26 | 9  | 2 | 15 | 691 | 707 | -16  |                                                                  |
|                    | 11.  | Tremblay            | 20 | 26 | 10 | 0 | 16 | 673 | 724 | -51  |                                                                  |
|                    | 12.  | Paris-Saint Germain | 18 | 26 | 9  | 0 | 17 | 704 | 757 | -53  |                                                                  |
|                    | 13.  | Istres OPH          | 18 | 26 | 8  | 2 | 16 | 720 | 760 | -40  | Retrocesso in Division 2 2012-2013.                              |
|                    | 14.  | USAM Nimes          | 17 | 26 | 8  | 1 | 17 | 685 | 722 | -37  | Retrocesso in Division 2 2012-2013.                              |